# Selters (Westerwald)

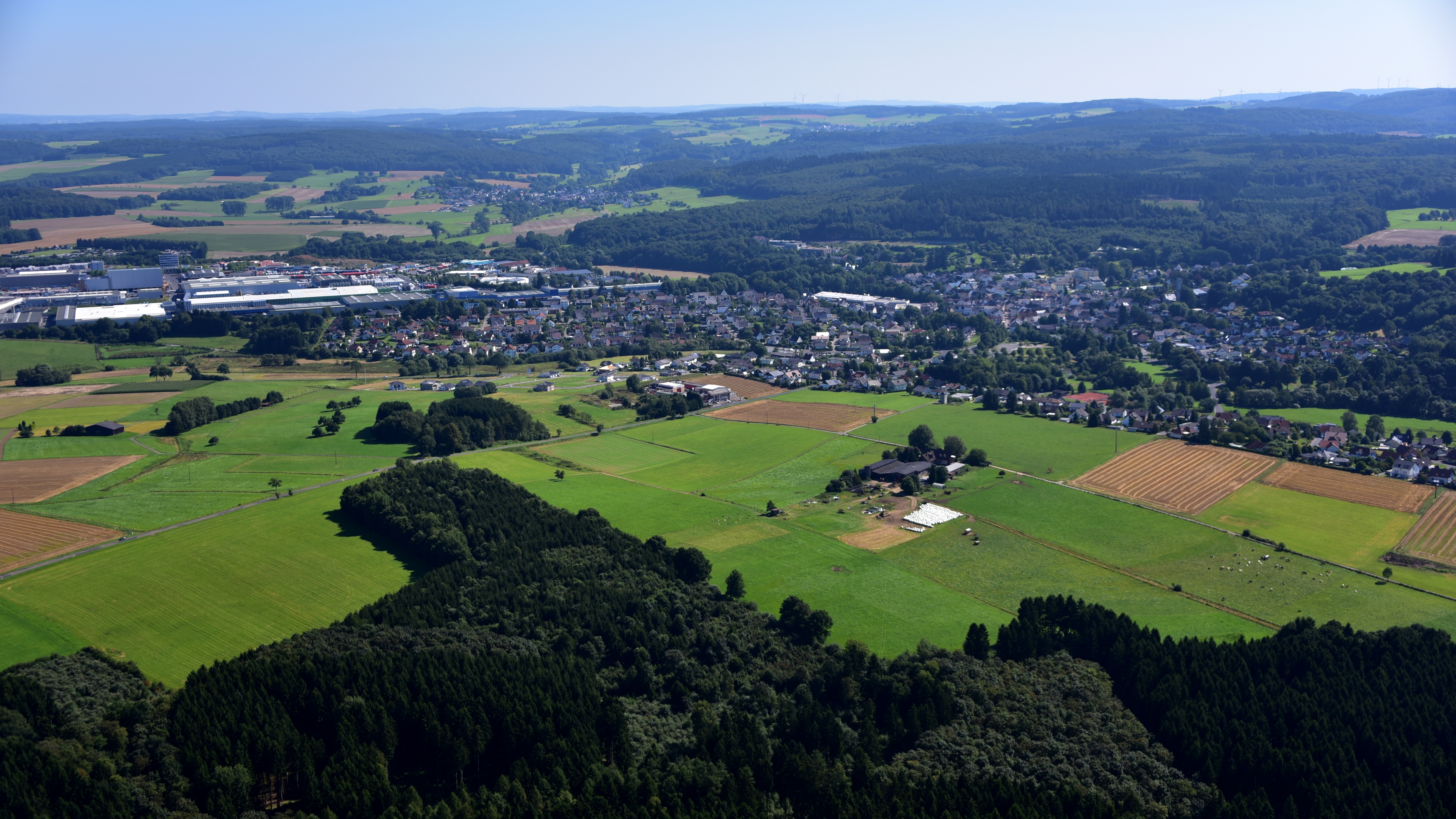
Selters (Westerwald), Luftaufnahme (2016)

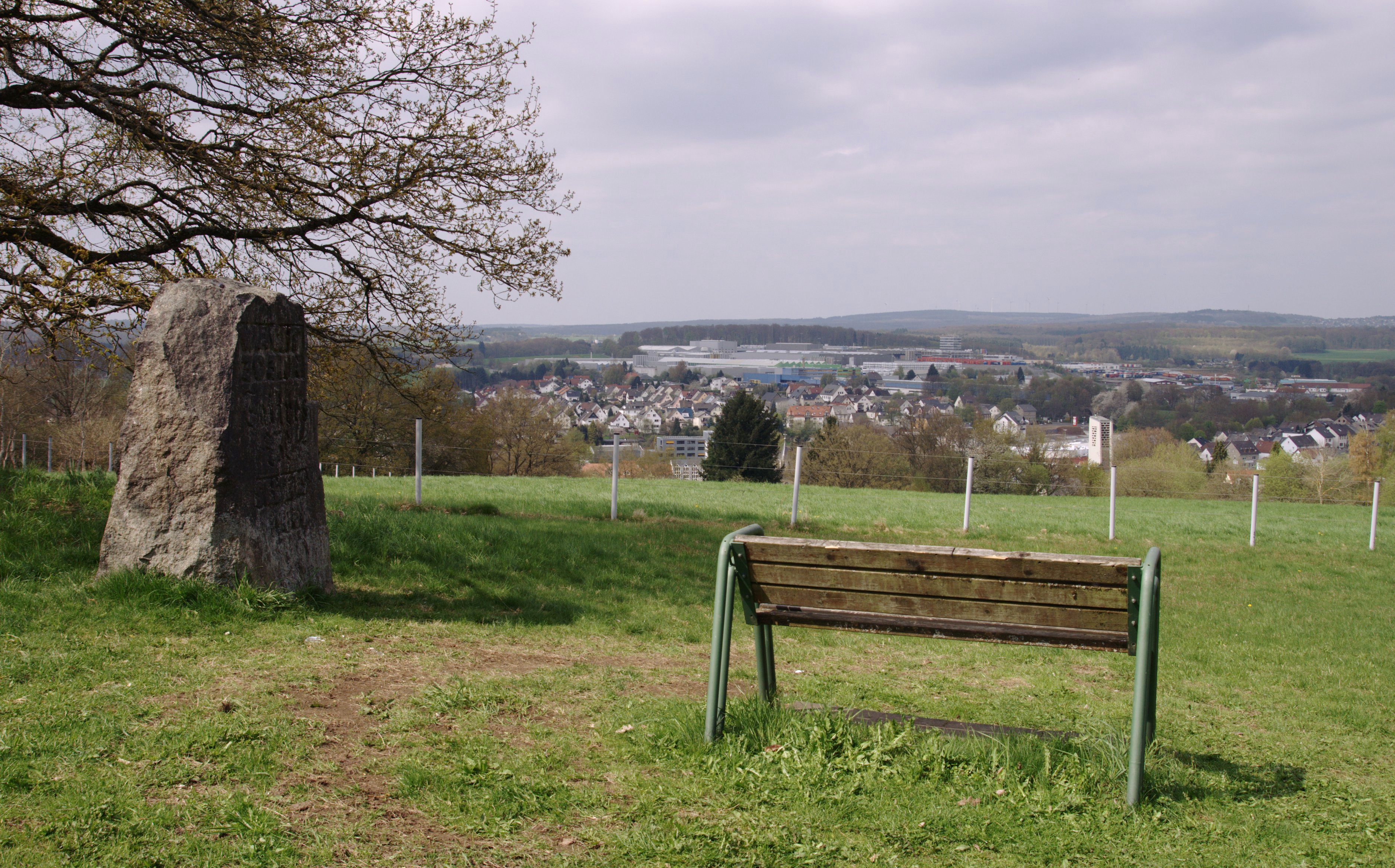
Blick von der Wacht über Selters

Selters (Westerwald) (mundartlich: Seldersch) ist eine Stadt im Westerwaldkreis in Rheinland-Pfalz.
Selters ist Verwaltungssitz der gleichnamigen Verbandsgemeinde, der sie angehört. Gemäß Landesplanung ist die Stadt als Grundzentrum ausgewiesen.

## Geographie

### Geographische Lage
Die Stadt liegt im Westerwald zwischen Koblenz und Siegen.
Zu Selters gehören auch die Wohnplätze Farbmühle, Haus Geilen, Hof Hasselberg, Kohlenmühle, Landsberger Hof und Wendelinushof.

### Klima
Der Jahresniederschlag beträgt 900 mm.

## Geschichte
Selters gehört zu den frühesten Siedlungen im Westerwald und wurde im Zeitraum von 930 bis 949 gegründet. Es ist jedoch anzunehmen, dass der Ort schon vor 930 als kleine Siedlung bestanden hat, da in Schriftstücken eine Saltrestraza (Straße nach Selters) erwähnt wird. Funde von Feuersteinen und Speerspitzen auf der Wacht lassen eine Besiedlung bereits in der Jungsteinzeit vermuten.
Die ersten geschichtlich bezeugten Herren des Bannes Maxsain, zu dem auch Selters von 1277 bis 1318 gehörte, waren die Grafen von Sponheim im 12. Jahrhundert. 1190 wurden Selters und die Nachbarorte Nordhofen und Vielbach an Bolanden zu Lehen übertragen. 1336 wurden Selters, Maxsain und Nordhofen für 450 Mark an Johann von Montabaur verpfändet. 1340 übertrug der Erzbischof von Trier, der die Pfänder einlöste, die Orte an die ältere Saynische Linie. 1589 erschienen die Herren zu Wied, die 1791 vom Grafenstand in den Fürstenstand erhoben wurden. Nun führte Selters den Zusatz Wied (Selters-Wied/Wied-Selters) und gehörte zum Amt Grenzhausen. Ab 1720 hatte Selters einen eigenen Amtsverwalter, der mit den Schöffen die niedere Gerichtsbarkeit für die Kirchspiele Selters, Nordhofen, Rückeroth und Dreifelden ausübte.
Aufgrund der Rheinbundakte kam Selters 1806 mit den wiedischen Landen an das neugebildete Herzogtum Nassau. Die Behörden führten die Bezeichnung als Herzoglich Nassauische und Fürstlich Wiedische. Ihr Siegel zeigte unter dem Nassauischen Löwen den Wiedischen Pfau.
Selters wurde Sitz des Amtes Grenzhausen. Dieses umfasste das wiedische Amt Grenzhausen, Herschbach, Grenzau und vom Amt Montabaur das Kirchspiel Helferskirchen. In den 1860er Jahren wurde das Amtshaus vergrößert und der Landesoberschultheiß, der später den Titel Amtsrichter erhielt, sowie der Berggegenschreiber zogen ein. Selters erhielt damit sein Amtsgericht. Gleichzeitig wurde das neue Gefängnis erbaut. 1866 annektierte Preußen Nassau, woraufhin das Amt Grenzhausen zusammen mit den Ämtern Montabaur und Wallmerod den Unterwesterwaldkreis bildete.
Im Zuge der Neugliederung des Gerichtswesens wurde 1879 in Grenzhausen das Amtsgericht Selters gebildet. Selters musste einen Richter und die Hälfte seines Gerichtsbezirks dorthin abgeben. 1966 wurde das Amtsgericht in Selters ganz aufgelöst und nach Montabaur verlegt.
1850 kaufte die jüdische Gemeinde Selters in der Waldstraße ein Gebäude, das bereits zuvor als Synagoge genutzt wurde.
Während der Novemberpogrome 1938 wurde am 9. November 1938 die Synagoge von Selters niedergebrannt. Im Oktober 1939 wurde Selters für „judenfrei“ erklärt. Neben dem jüdischen Friedhof auf der Wacht erinnern noch mehrere Gedenktafeln, so an der ehemaligen Synagoge, an die Geschichte der Juden in Selters.

### Infrastruktur
1894 wurde vom evangelischen Diakonieverein eine erste Schwesternstation errichtet. Auf Initiative des damaligen Pfarrer Ilgen wurde 1901 der Selterser Hilfsverein mit dem Ziel zur Erbauung eines Krankenhauses gegründet. Bereits 1903 konnte das Krankenhaus eröffnet werden. Es wurde 1928/29 beträchtlich vergrößert und modernisiert sowie 1965–1969 durch einen Neubau ersetzt, der seitdem ebenfalls erweitert wurde.
Im Jahre 1700 wurde das Gemeindehaus errichtet. Darin war auch die erste Selterser Schule. 1822 kam eine zweite Lehrerstelle und 1879 eine dritte hinzu.
Die finanzielle Lage der Gemeinde Selters war durchweg gut. In den Jahren 1881 bis 1918 wurde nur in zwei Jahren Gemeindesteuer erhoben. Vielfach wurde sogar unentgeltlich Brennholz an die Einwohner abgegeben. Schon 1877 wurde eine Straßenbeleuchtung eingerichtet. Anfang des 20. Jahrhunderts wurde die elektrische Beleuchtung eingeführt, wozu die Hammermühle östlich des Ortes den elektrischen Strom lieferte. 1891 wurde die Wasserleitung gebaut. Zu Anfang des neuen Jahrhunderts wurde Selters kanalisiert. Selters war die erste Gemeinde im Unterwesterwaldkreis, die eine zentrale Kläranlage baute.
Das erste öffentliche Beförderungsmittel für Personen war die Post. Bis zum Oktober 1848 bestand für den Verwaltungsbezirk Selters mit 50 Orten und einer Bevölkerung von 18.000 Einwohnern nur die Postanstalt Freilingen. Eine regelmäßige Landbestellung fand nichts statt. Das Amt Selters, die Rezeptur in Herschbach und der Fürst zu Wied unterhielten besondere Boten auf eigene Kosten. Am 1. Oktober 1848 wurde die Postexpedition in Selters errichtet und ihr sämtliche Orte des Amtes Selters (mit Ausnahme von Freilingen) als Bestellbezirk zugeteilt. Mit dem 1. September 1876 trat die tägliche Botenpost zwischen Selters und Herschbach ein.
1934 wurde nach mehreren Umzügen innerhalb des Ortes ein neues Postamt in der Hochstraße in Betrieb genommen, das in den 1960er Jahren erheblich ausgebaut und erweitert wurde. Ende 1997 wurde der Schalterdienst eingestellt, woraufhin das Gebäude nur noch wenige Jahre in der Nutzung der Post blieb.
Selters wurde Bahnstation an der Strecke Siershahn-Altenkirchen. Am 31. Dezember 1883 um 15 Uhr fuhr die erste Lokomotive in Selters ein. 1901 wurde die Kleinbahn Selters-Hachenburg eröffnet. 1951 wurde das Teilstück Herschbach-Hachenburg und 1960 die Kleinbahnstrecke endgültig stillgelegt.
Am 6. Mai 1888 wurde in Selters der Westerwald-Verein (damals: Westerwald-Club) gegründet.

### Verbandsgemeinde und Stadtrechte

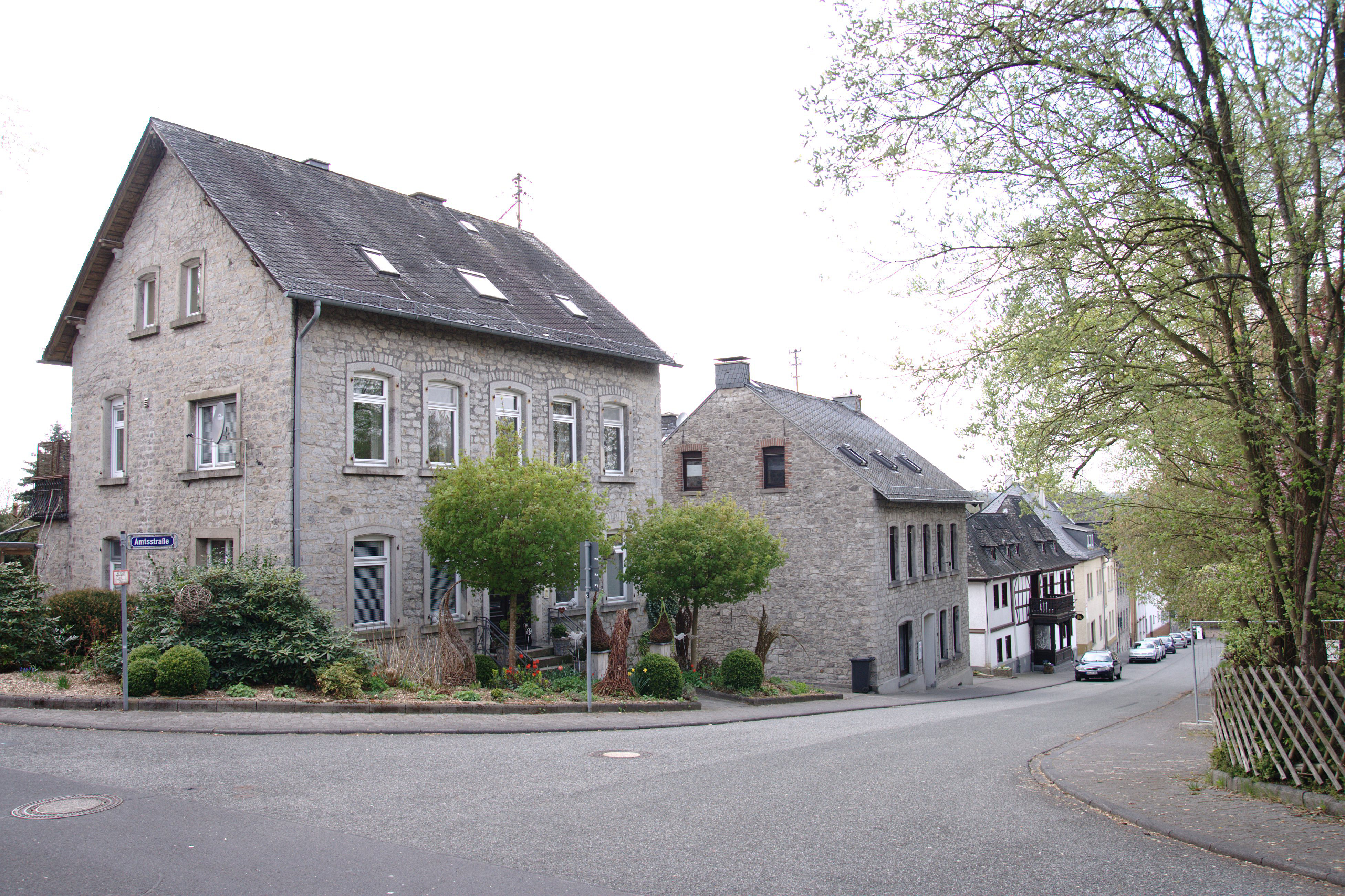
Amtsstraße

1972 wird Selters Sitz der neugebildeten Verbandsgemeinde Selters. Erster Amtssitz war das ehemalige Amtsgerichtsgebäude in der Amtsstraße.
Am 15. Oktober 2000 wurden der damaligen Gemeinde Selters vom rheinland-pfälzischen Ministerium des Innern und für Sport die Stadtrechte verliehen.

### Bevölkerungsentwicklung
Die Entwicklung der Einwohnerzahl von Selters, die Werte von 1871 bis 1987 beruhen auf Volkszählungen:
| Jahr | Einwohner |
| ---- | --------- |
| 1815 | 614       |
| 1835 | 847       |
| 1871 | 972       |
| 1905 | 1.193     |
| 1939 | 1.598     |
| 1950 | 1.738     |

| Jahr | Einwohner |
| ---- | --------- |
| 1961 | 1.881     |
| 1970 | 2.016     |
| 1987 | 2.079     |
| 2005 | 2.757     |
| 2011 | 2.775     |
| 2017 | 2.795     |

## Religion

### Katholische Kirche
Die römisch-katholische Pfarrgemeinde St. Bonifatius existierte seit dem Ende des 19. Jahrhunderts bis zum 31. Dezember 2011. Seither gehört Selters zur Pfarrei St. Anna, Herschbach. 1871 wurden eine katholische Kapelle und 1876 das dazugehörige Pfarrhaus errichtet. Um die Jahrhundertwende wurde die Kapelle zur Kirche mit Glockenturm im neogotischen Stil erweitert. Im November 1965 wurde diese Kirche wegen Baufälligkeit abgerissen und auf dem Gelände wurde eine neue, moderne Kirche errichtet. Unterhalb dieser Kirche befindet sich das Gemeindezentrum mit Tagungs- und Veranstaltungsräumen. In der Kirche wird eine Reliquie des Heiligen Gabriel von der Schmerzhaften Jungfrau aufbewahrt und verehrt. Seit August 2009 waren die Priester Michael Pauly und Marcus Fischer Pfarrer der Pfarrei St. Bonifatius, Selters und sind auch nach dem 1. Januar 2012 als Pfarrer der neuen Pfarrei St. Anna zuständig für die katholische Seelsorge in Selters. Die Gemeinde war von 2003 bis 2011 Teil des Pastoralen Raums Herschbach-Selters im Bistum Limburg, der mit der Gründung der neuen Pfarrei St. Anna aufgelöst wurde.

### Evangelische Kirche

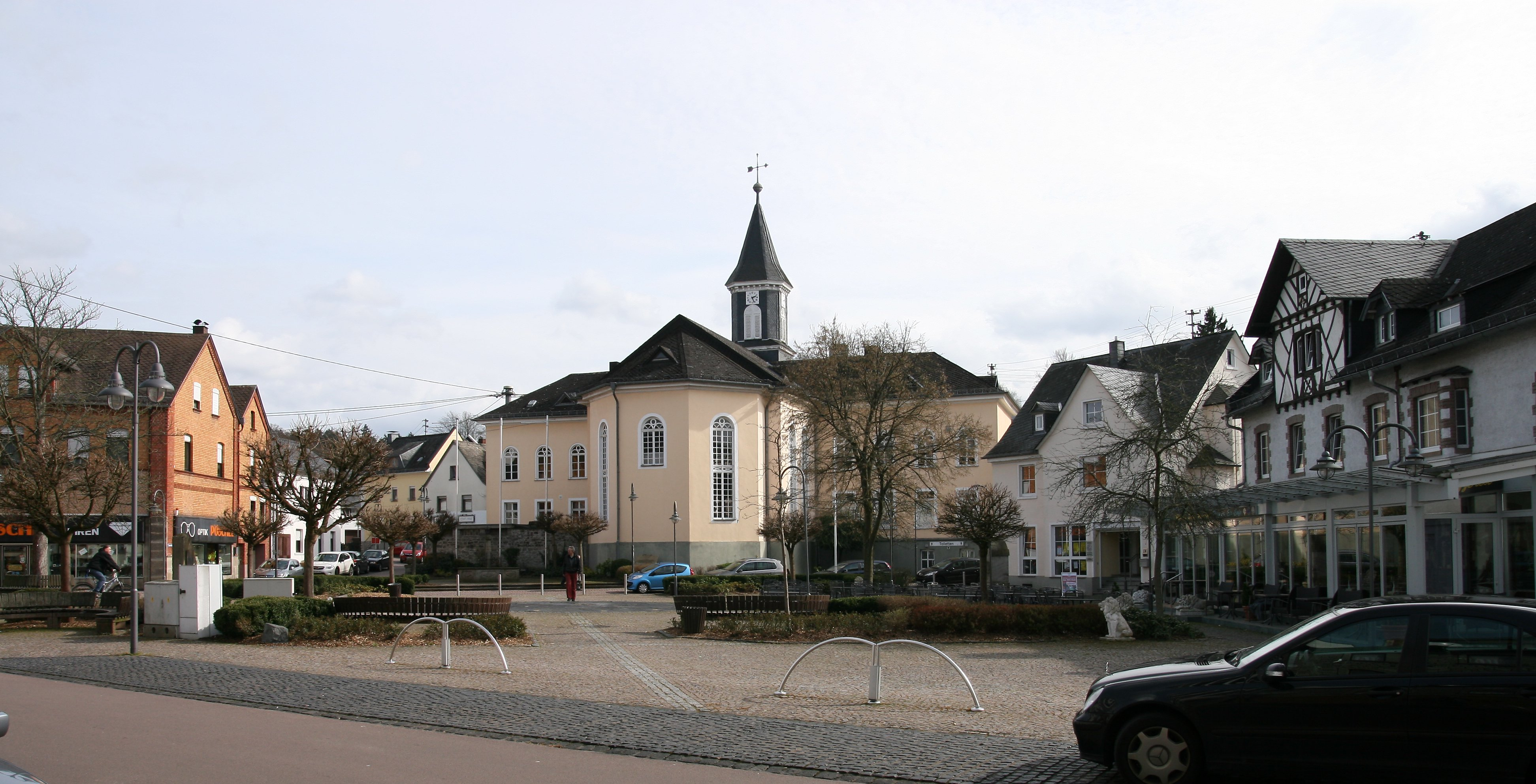
Marktplatz mit evangelischer Kirche

1556 führte Graf Johann IV von Wied in Selters die lutherische Lehre und die evangelische Kirchenverfassung ein. Seitdem ist der größte Teil der Bevölkerung evangelisch. Selters gehörte zur evangelischen Kirche in Nordhofen, wohin die Gläubigen aus Selters zum Gottesdienst gingen. Nur Taufen, Trauungen und Konfirmationen wurden in einer kleinen Kapelle in Selters durchgeführt. Die Evangelische Gemeinde in Selters besitzt seit 1842 eine eigene Kirche. In den Seitenflügeln dieses Gebäudes war bis 1958 auch die Selterser Volksschule untergebracht; die Räume werden heute durch die Stadt Selters genutzt. Bis 2010 war hier die Stadtverwaltung untergebracht, die ihren Sitz seither in einem neuen Gebäude in der Rheinstraße hat. 1850 erhielt die evangelische Gemeinde ihren ersten eigenen Seelsorger. 1963 weihte man einen Kindergarten und ein Gemeindezentrum ein. Vorsitzende des Kirchenvorstandes ist Elke Pollatz. Die Evangelische Gemeinde in Selters gehört der Evangelischen Kirche in Hessen und Nassau an.

### Türkisch-Islamische Gemeinde
In den Jahren 1988 bis 1990 entstand im Hammermühler Weg in Selters die Moschee der Türkisch-Islamischen Gemeinde zu Selters. Das Gebäude konnte von 2004 bis 2006 erweitert werden. Es verfügt über einen Gebetsraum für die Männer sowie einen eigenen Bereich für die Frauen. Im Gebäude sind darüber hinaus eine große Küche für Festlichkeiten, ein Gemeinschaftsraum, zwei Unterrichtsräume, ein Büro und die Wohnung des Imams untergebracht. Die Moschee ist dem bundesweiten Dachverband DITIB angeschlossen, welcher auch die Imame nach Selters entsendet. Seit 2022 ist Lokman Yakut der Imam der Selterser Gemeinde. Schwerpunkte der Arbeit der Selterser Gemeinde liegen insbesondere im Bereich des Dialogs mit Kirchen, Schulen und Kindergärten in der Region.

## Politik

### Stadtrat
Der Stadtrat in Selters (Westerwald) besteht aus 20 Ratsmitgliedern und dem Vorsitzenden, die bei der Kommunalwahl am 9. Juni 2024 in einer personalisierten Verhältniswahl gewählt wurden, und dem ehrenamtlichen Stadtbürgermeister als Vorsitzendem.
Die Sitzverteilung im Stadtrat:
| Wahl | SPD | CDU | BLS | Gesamt   |
| ---- | --- | --- | --- | -------- |
| 2024 | 2   | 9   | 9   | 20 Sitze |
| 2019 | 3   | 6   | 11  | 20 Sitze |
| 2014 | 4   | 7   | 9   | 20 Sitze |
| 2009 | 5   | 6   | 9   | 20 Sitze |
| 2004 | 4   | 9   | 7   | 20 Sitze |

- BLS = Bürgerliste Selters e. V.

### Bürgermeister
Rolf Jung wurde 2007 Stadtbürgermeister von Selters. Bei der Direktwahl am 26. Mai 2019 wurde er mit 79,05 Prozent der abgegebenen Stimmen für weitere fünf Jahre im Amt bestätigt. Bei der Bürgermeisterwahl am 9. Juni 2024 konnte er sich mit 54,7 % der Stimmen gegen Ralf Urban (CDU) erneut durchsetzen. Die Wahlbeteiligung lag bei 55,3 %.

### Wappen
| Wappen von Selters | Blasonierung: „Durch eine eingebogene goldene Spitze, darin drei grüne Eichenblätter am Zweig, gespalten von Gold und Blau, vorne fünf rote Schrägbalken, hinten ein rotbezungter goldener abgerissener Löwenkopf.“ |
| Wappen von Selters | |

## Wirtschaft und Infrastruktur

### Verkehr

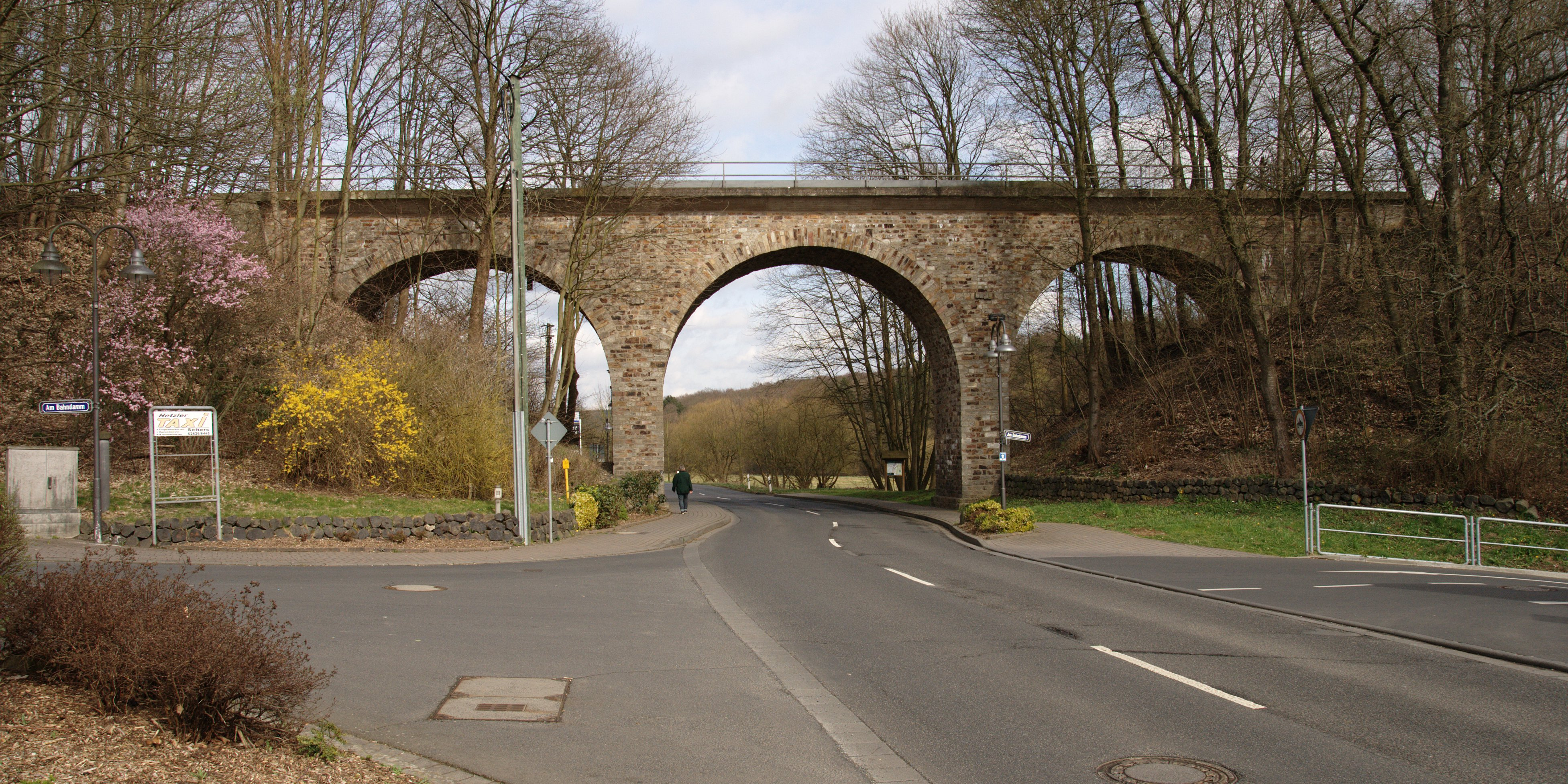
Eisenbahnbrücke über die Bahnhofstraße

Die Stadt liegt westlich der Bundesstraße 8, die von Limburg an der Lahn nach Siegburg führt. In unmittelbarer Nähe verlaufen die Bundesautobahnen 3 und 48 zwischen Köln, Frankfurt am Main und Koblenz.
Seit der Stilllegung des Personenverkehrs auf der Holzbachtalbahn liegen die nächsten Bahnhöfe in Siershahn (6 km) an der Unterwesterwaldbahn und in Ingelbach (21 km) an der Oberwesterwaldbahn.
Die Kleinbahn Selters–Hachenburg wurde ebenfalls stillgelegt. 
Der nächstgelegene ICE-Halt ist der Bahnhof Montabaur (14 km) an der Schnellfahrstrecke Köln–Rhein/Main. Der Bahnhof Selters wird heute per Schiene nur noch von Güterzügen angefahren.
Selters wird montags bis freitags mehrmals täglich von Linienbussen angefahren. Die Linie 115 der Westerwaldbus GmbH verbindet Hachenburg mit Montabaur, es bestehen zudem weitere Verbindungen in Richtung Dierdorf, Ransbach-Baumbach sowie vereinzelte Fahrten nach Koblenz.

### Ansässige Unternehmen
- Schütz Werke

Seit dem 18. Jahrhundert werden in der Gegend um Selters Naturwerksteine, so genannte Selters-Trachyte, in mehreren Steinbrüchen abgebaut.

### Bildung
Die Oberwaldschule ist eine Integrierte Gesamtschule inklusive gymnasiale Oberstufe einrichtet. Sie wird zurzeit von rund 450 Schülerinnen und Schülern besucht. Im Schuljahr 2008/2009 wurde die Oberwaldschule zu einer Ganztagsschule umfunktioniert.

### Sport und Kultur
Im Jahre 2002 wurde das Oberwaldstadion am Oberwald errichtet, welcher über einen Rasenplatz verfügt. Es handelt sich dabei um ein Stadion von Typ C und eine der modernsten Sportstätten des Westerwaldes. Die von der SG Selters (einer Spielgemeinschaft der SpVgg Saynbachtal Selters und TuS Maxsain) ausgerichteten Heimspiele finden dort statt. Im ersten Halbjahr 2017 wurde der alte Hartplatz unterhalb des Stadions in einen Kunstrasenplatz umgewandelt.
Das Metal-Label Bastardized Records wurde in Selters gegründet und hat seinen Hauptsitz noch immer dort.

## Söhne und Töchter der Stadt
- John Peter Altgeld (1847–1902), 20. Gouverneur von Illinois
- Friedrich Dombois (1860–1931), Landrat und Senatspräsident am Preußischen Oberverwaltungsgericht
- Ernst-Dieter Hehl (* 1944), Historiker
- Peter-Matthias Gaede (* 1951), Journalist, Chefredakteur von GEO
- Jost Nickel (1968–2009), Systementwickler bei der Philipps-Universität-Deutscher Sprachatlas in Marburg
- Dominik Schwaderlapp (* 1967), Weihbischof im Erzbistum Köln
- Dieter Stoodt (1927–2015), Theologie-Professor in Frankfurt
- Roland Walter (* 1934), Geologe und Rektor der RWTH Aachen
- Johanna Weiskirch (1864–1960), Schriftstellerin
- Jutta Jahns-Böhm (* 1958), Verwaltungsjuristin und politische Beamtin
- Hans-Jörg Holubitschka (1960–2016), Künstler